# آی‌تریپل‌ئی ۸۰۲٫۱۱
IEEE 802.11 بخشی از مجموعه استانداردهای فنی شبکه محلی (LAN) IEEE 802 است و مجموعه ای از پروتکل های کنترل دسترسی رسانه (MAC) و لایه فیزیکی (PHY) را برای پیاده سازی ارتباطات کامپیوتری شبکه محلی بی سیم (WLAN) مشخص می کند. 
این استاندارد و اصلاحیه ها اساس محصولات شبکه های بی سیم با استفاده از نام تجاری Wi-Fi را فراهم می کند و پرکاربردترین استانداردهای شبکه های کامپیوتری بی سیم در جهان هستند. IEEE 802.11 در اکثر شبکه‌های خانگی و اداری استفاده می‌شود تا به لپ‌تاپ‌ها، چاپگرها، گوشی‌های هوشمند و سایر دستگاه‌ها اجازه دهد تا با یکدیگر ارتباط برقرار کنند و بدون سیم به اینترنت دسترسی داشته باشند. IEEE 802.11 همچنین پایه ای برای شبکه های ارتباطی مبتنی بر وسیله نقلیه با IEEE 802.11p است. 
استانداردها توسط کمیته استانداردهای LAN/MAN (IEEE 802) موسسه مهندسین برق و الکترونیک (IEEE) ایجاد و نگهداری می شوند. نسخه پایه این استاندارد در سال 1997 منتشر شد و اصلاحات بعدی نیز داشته است. در حالی که هر اصلاحیه زمانی که در آخرین نسخه استاندارد گنجانده می شود، رسما لغو می شود، دنیای شرکت ها تمایل دارند تا اصلاحات را به بازار عرضه کنند، زیرا آنها به طور مختصر توانایی های محصولات خود را نشان می دهند. در نتیجه، در بازار، هر تجدید نظر به استاندارد خود تبدیل می شود. 
IEEE 802.11 از فرکانس های مختلفی از جمله باندهای فرکانسی 2.4 گیگاهرتز، 5 گیگاهرتز، 6 گیگاهرتز و 60 گیگاهرتز، اما نه محدود به آن، استفاده می کند. اگرچه مشخصات IEEE 802.11 کانال هایی را فهرست می کند که ممکن است مورد استفاده قرار گیرند، در دسترس بودن طیف فرکانس رادیویی مجاز به طور قابل توجهی بسته به حوزه نظارتی متفاوت است. پروتکل‌ها معمولاً همراه با IEEE 802.2 مورد استفاده قرار می‌گیرند و برای کارکرد یکپارچه با اترنت طراحی شده‌اند و اغلب برای حمل ترافیک پروتکل اینترنت استفاده می‌شوند.

## توضیحات کلی:
خانواده 802.11 شامل یک سری تکنیک های مدولاسیون هوایی نیمه دوبلکس است که از همان پروتکل اولیه استفاده می کنند. 
خانواده پروتکل 802.11 از دسترسی چندگانه حامل حس حامل با اجتناب از برخورد (CSMA/CA) استفاده می کند که به موجب آن تجهیزات قبل از ارسال هر فریم به کانالی برای سایر کاربران (از جمله کاربران غیر 802.11) گوش می دهند (برخی از اصطلاح "بسته" استفاده می کنند که ممکن است مبهم باشد. "قاب" از نظر فنی صحیح تر است).
802.11-1997 اولین استاندارد شبکه بی سیم در خانواده بود، اما 802.11b اولین استانداردی بود که به طور گسترده پذیرفته شد و پس از آن 802.11a، 802.11g، 802.11n و 802.11ac قرار گرفتند. استانداردهای دیگر در خانواده (c–f, h, j) اصلاحیه‌های خدماتی هستند که برای گسترش دامنه فعلی استاندارد موجود استفاده می‌شوند، که اصلاحات ممکن است شامل اصلاحات مربوط به مشخصات قبلی نیز باشد.[1]
802.11b و 802.11g از باند ISM 2.4 گیگاهرتز استفاده می کنند که در ایالات متحده تحت بخش 15 قوانین و مقررات کمیسیون ارتباطات فدرال ایالات متحده کار می کند. 802.11n همچنین می تواند از باند 2.4 گیگاهرتز استفاده کند. به دلیل این انتخاب باند فرکانس، تجهیزات 802.11b/g/n ممکن است گهگاه در باند 2.4 گیگاهرتز از اجاق‌های مایکروویو، تلفن‌های بی‌سیم و دستگاه‌های بلوتوث دچار تداخل شوند.
802.11b و 802.11g به ترتیب با استفاده از روش‌های سیگنال‌دهی طیف گسترده توالی مستقیم (DSSS) و سیگنال دهی OFDM، تداخل و حساسیت به تداخل خود را کنترل می‌کنند. 802.11a از باند U-NII 5 گیگاهرتز استفاده می کند که در بیشتر نقاط جهان حداقل 23 کانال غیر همپوشانی با پهنای 20 مگاهرتز ارائه می دهد. این یک مزیت نسبت به باند فرکانس 2.4 گیگاهرتز ISM است که تنها سه کانال غیر همپوشانی با پهنای 20 مگاهرتز را ارائه می‌کند که در آن سایر کانال‌های مجاور همپوشانی دارند (به فهرست کانال‌های WLAN مراجعه کنید). 

عملکرد بهتر یا بدتر با فرکانس های بالاتر یا پایین تر (کانال ها) بسته به محیط ممکن است تحقق یابد. 802.11n و 802.11ax می توانند از باند 2.4 گیگاهرتز یا 5 گیگاهرتز استفاده کنند. 802.11ac فقط از باند 5 گیگاهرتز استفاده می کند. بخش طیف فرکانس رادیویی استفاده شده توسط 802.11 بین کشورها متفاوت است. در ایالات متحده، با دستگاه‌های 802.11a و 802.11g را می‌توان بدون مجوز کار کرد، همانطور که در قسمت 15 قوانین و مقررات FCC مجاز است. فرکانس های استفاده شده توسط کانال های یک تا شش 802.11b و 802.11g در باند رادیویی آماتور 2.4 گیگاهرتز قرار می گیرند. اپراتورهای رادیویی آماتور مجاز ممکن است دستگاه‌های 802.11b/g را تحت قسمت 97 قوانین و مقررات FCC کار کنند، که اجازه می‌دهد توان خروجی افزایش یابد، اما محتوای تجاری یا رمزگذاری مجاز نیست.

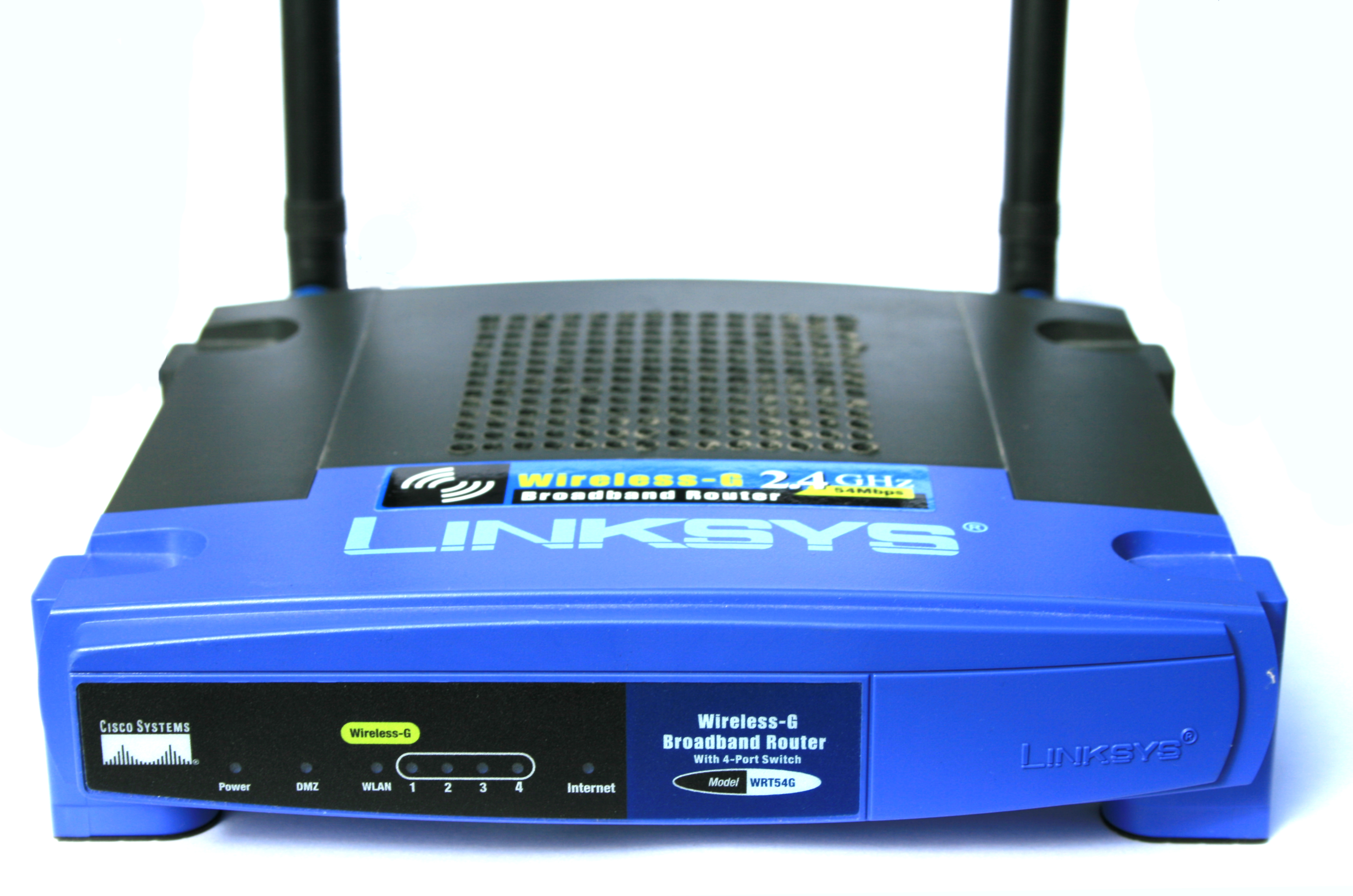
آی‌تریپل‌ئی ۸۰۲٫۱۱ (به انگلیسی: IEEE 802.11) مجموعه‌ای از استانداردها برای استفاده از شبکه محلی بی‌سیم در باند فرکانسی ۲/۴، ۳/۶ و ۵ گیگاهرتز است.

## نسل ها:
| Generation                                      | IEEE standard | Adopted | Maximum link rate (Mbit/s) | Radio frequency (GHz) |
| ----------------------------------------------- | ------------- | ------- | -------------------------- | --------------------- |
| Wi-Fi 7                                         | 802.11be      | (2024)  | 1376 تا 46120              | 2.4/5/6               |
| Wi-Fi 6E                                        | 802.11ax      | 2020    | 574 تا 9608                | 6                     |
| Wi-Fi 6                                         | 802.11ax      | 2019    | 574 تا 9608                | 2.4/5                 |
| Wi-Fi 5                                         | 802.11ac      | 2014    | 433 تا 6933                | 5                     |
| Wi-Fi 4                                         | 802.11n       | 2008    | 72 تا 600                  | 2.4/5                 |
| (Wi-Fi 3)*                                      | 802.11g       | 2003    | 6 تا 54                    | 2.4                   |
| (Wi-Fi 2)*                                      | 802.11a       | 1999    | 6 تا 54                    | 5                     |
| (Wi-Fi 1)*                                      | 802.11b       | 1999    | 1 تا 11                    | 2.4                   |
| (Wi-Fi 0)*                                      | 802.11        | 1997    | 1 تا 2                     | 2.4                   |
| *(Wi-Fi 0, 1, 2, 3, are unbranded common usage) |               |         |                            |                       |

## تاریخچه:
فناوری 802.11 ریشه در حکمی در سال 1985 توسط کمیسیون ارتباطات فدرال ایالات متحده دارد که باند ISM[1] را برای استفاده بدون مجوز منتشر کرد.[12] 
در سال 1991 NCR Corporation/AT&T (در حال حاضر Nokia Labs و LSI Corporation) پیشروی 802.11 را در Nieuwegein، هلند اختراع کردند. مخترعان در ابتدا قصد داشتند از این فناوری برای سیستم های صندوق دار استفاده کنند. اولین محصولات بی سیم با نام WaveLAN با سرعت داده خام 1 مگابیت بر ثانیه و 2 مگابیت بر ثانیه به بازار عرضه شد. ویک هیز، که به مدت 10 سال ریاست IEEE 802.11 را بر عهده داشت، و او را "پدر Wi-Fi" می نامند، در طراحی استانداردهای اولیه 802.11b و 802.11a در IEEE مشارکت داشت.[13] او، همراه با مهندس آزمایشگاه بل، بروس توچ، به IEEE برای ایجاد یک استاندارد نزدیک شد.[14] 
در سال 1999، Wi-Fi Alliance به عنوان یک انجمن تجاری برای داشتن علامت تجاری Wi-Fi که بیشتر محصولات تحت آن به فروش می رسد، تشکیل شد.[15] پیشرفت تجاری بزرگ با پذیرش Wi-Fi توسط اپل برای سری لپ‌تاپ‌های iBook خود در سال 1999 اتفاق افتاد. این اولین محصول مصرفی انبوه بود که اتصال شبکه Wi-Fi را ارائه می‌کرد، که سپس توسط اپل به عنوان AirPort نامگذاری شد.[16][17] [18] یک سال بعد IBM با سری ThinkPad 1300 خود در سال 2000 دنبال شد.[19]